# 4.º Escuadrón de la RAF (Reino Unido)
El 4.º Escuadrón (conocido como n.º 4 Squadron o como n.º IV Squadron) de la Real Fuerza Aérea británica, opera con aviones BAE Hawk, en la base de la RAF en Valley, en operaciones de entrenamiento.

## Historia

### Primera Guerra Mundial
El 4.º Escuadrón se formó en Farnborough en 1912, como parte del Real Cuerpo Aéreo (RFC por sus siglas en inglés). Funcionó utilizando una mezcla de varios tipos de aviones, que incluyeron los primeros B.E.2 de la Real Fábrica de Aviones y biplanos Breguet, trasladándose a Netheravon donde permaneció hasta el estallido de la Primera Guerra Mundial. Sus aviones fueron enviados a Francia, bajo el mando del Mayor de G H Rayleigh, el 16 de agosto de 1914, para llevar a cabo tareas de reconocimiento en apoyo a la Fuerza Expedicionaria Británica. El 19 de agosto el teniente G.W. Mapplebeck voló la primera misión del escuadrón a lo largo de Francia, en un vuelo de reconocimiento con el objeto de hallar la caballería alemana en las cercanías de Gembloux, Bélgica. Las demás aeronaves se quedaron en Inglaterra para llevar a cabo patrullas anti-Zeppelin.
Se reforzó el 20 de septiembre por el personal que habían quedado en Inglaterra, formando la flota C, equipado con aviones Farman MF.11. Se concentró en el papel del reconocimiento, con aviones B.E.2 de la Real Fábrica de Aviones. En la batalla del Somme, el 4.º escuadrón realizó patrullas de contacto a baja altura, con el objeto de mantener en vista a las tropas de avances enemigas, además de las misiones de reconocimiento regulares y de localización de artillería enemiga. Se re-equipó con aviones R.E.8 de la Real Fábrica de Aviones, en junio de 1917, a tiempo para tomar parte en la Batalla de Messines y la batalla de Passchendaele. Seguiría siendo provisto con el R.E.8, hasta que el armisticio con Alemania, el 11 de diciembre de 1918, puso fin a la lucha. En febrero de 1919 regresó al Reino Unido, disolviéndose en septiembre de ese año.

### Período entre las guerras mundiales
El 4.º escuadrón fue reformado el 30 de abril de 1920, y equipado con aviones Bristol F.2 Fighter. Parte del escuadrón se trasladó a la base de la RAF en Aldergrove, cerca de Belfast en noviembre de 1920, como consecuencia de la guerra de Independencia irlandesa, trasladándose al Aeródromo Baldonnel, cerca de Dublín, en mayo de 1921, antes de reintegrárse al resto de las unidades del escuadrón, en enero de 1922. En agosto de 1922, el 4.º Escuadrón despegó desde portaaviones de la Royal Navy, cuando navegaban a Turquía, a bordo del HMS Ark Royal, y del HMS Argus, durante la crisis Chanak, volviendo a Farnborough, en septiembre de 1923. Cuando la huelga general de 1926 estalló en Gran Bretaña, las aeronaves del 4.º Escuadrón fueron utilizados para patrullar las vías férreas para impedir cualquier tipo de sabotaje.
En octubre de 1929, sustituyó a sus antiguos aviones Bristol Fighters con el nuevo avión Armstrong Whitworth Atlas, que fueron diseñados especialmente para tareas de cooperación con el ejército del escuadrón, mientras que estos, en diciembre de 1931, a su vez fueron reemplazados por aviones Hawker Audaxes. En febrero de 1937 se trasladó desde Farnborough a la base de la RAF en Odiham, y pronto fue re-equipado con aviones Hawker Hector, un derivado más potente del Audax. En enero de 1939, descartó sus biplanos Hector en favor de los nuevos monoplanos Westland Lysander

### Segunda Guerra Mundial
Poco después del estallido de la Segunda Guerra Mundial en 1939, el escuadrón se trasladó a Francia como parte de la Fuerza Expedicionaria Británica. Tras la invasión alemana de Francia y de los Países Bajos el 10 de mayo de 1940, el 4.º Escuadrón se vio obligado con frecuencia a cambiar las bases, por el acercamiento de los ejércitos alemanes que avanzaban, retirándose al Reino Unido el 24 de mayo. Las pérdidas fueron muy duras, con 18 tripulantes de vuelo muertos, mientras que el 60% de la tripulantes de tierra se perdieron. Se continuó con tareas de patrullaje costero y funciones de rescate aire-mar, mientras desarrollaba su función principal de entrenamiento para cooperación con el ejército, después de su regreso al Reino Unido.
En 1942, el escuadrón cambió su tradicional misión de cooperación con el ejército, donde iba a funcionar con aviones de baja performance, atento a que sus pistas de aterrizaje se encontraban cerca del frente de batalla. Para esas misiones de combate-reconocimiento, recibió el moderno avión Curtiss Tomahawk y el P-51 Mustang norteamericano, antes de decidirse por el Mustang, con los que pudieron realizar vuelos a baja altura, de ataque y de reconocimiento, con los objetivos en el continente. En agosto de 1943, se unió a la 2.º Fuerza Aérea Táctica en apoyo de la planeada invasión de Europa, cambiando sus misiones, a misiones meramente de reconocimiento en enero, y sustituyéndo los Mustang con aviones Mosquito PR.XVI y Spitfire PR.XI. En junio, se descartan los Mosquitos, trasladándose a Francia en agosto, y, brevemente, se complementan sus Spitfires con algunos Hawker Typhoon para vuelos de reconocimiento a baja altura. Conservó sus Spitfires en el Día de la Victoria en Europa, pasando a la base de la RAF en Celle, en Alemania, para llevar a cabo operaciones de vigilancia, en apoyo del ejército británico de ocupación hasta que se disolvió el 31 de agosto de 1945.

### Operaciones posguerra
El escuadrón se reformó el día siguiente por reenumeración del 605.º Escuadrón de la RAF, un escuadrón de bombarderos ligeros equipados con aviones Mosquitos, con asentamiento en la base de la RAF en Volkel, en los Países Bajos. Fue re-equipado con aviones cazabombarderos de Havilland DH.100 Vampire en julio de 1950, para posteriormente, en octubre de 1953, sustituirlos con aviones nortamericanos Sabre. los Sabres fueron descartados a favor del avión Hawker Hunter en julio de 1955, conservando estos hasta su disolución en la base de RAF en Jever, el 31 de diciembre de 1960.
Una vez más, al escuadrón no se le permitió permanecer en estado latente durante mucho tiempo, ya que se lo reformó el 1 de enero de 1961 por la Royal Air Force, por reenumeración del 79.º Escuadrón, volando aviones Hunter FR.10, en misiones de reconocimiento de baja altura. En 1970, es re-equipado con el Hawker-Siddeley Harrier, primero volando de la base de la RAF en Wildenrath, en Alemania Occidental, y posteriormente, en 1977, en la base de la RAF en Gütersloh.
El escuadrón operó aviones Harrier hasta la retirada final de este tipo de aviones, recibiendo numerosas mejoras y nuevas versiones en el transcurso de los años. En abril de 1999, la escuadra deja Alemania para ir a la base de la RAF en Cottesmore.
El 31 de marzo de 2010, el 4.º Escuadrón se disolvió y fue reformado como el 4.º Escuadrón (Reserva) de la base de la RAF en Wittering, tomando el relevo del 20.º (R) Escuadrón de la RAF, como la unidad de conversión de aviones Harrier operacional. Como resultado de la reestructuración de la defensa y seguridad estratégica, realizada por el gobierno británico en 2010, la escuadra se disolvió en enero de 2011, sólo para reformarse el 24 de noviembre de 2011, cuando el 19.º (R) escuadrón, que opera aviones BAE Hawk T2 en la base de la RAF en Valley, con misiones de entrenamiento de armas tácticas, pasó a ser reenumerado.

## Aviones utilizados
- Breguet Type III[14]
- Cody V biplane
- Avro 500
- Farman MF.11
- Voisin III[15]
- Morane-Saulnier H[16]
- Bristol Scout
- Martinsyde S.1
- Caudron G.III
- Royal Aircraft Factory B.E.2
- Royal Aircraft Factory R.E.8
- Bristol F.2 Fighter
- Armstrong Whitworth Atlas
- Hawker Audax
- Hawker Hector
- Westland Lysander
- Curtiss Tomahawk
- North American Mustang
- de Havilland Mosquito
- Supermarine Spitfire
- de Havilland Vampire
- North American Sabre
- Hawker Hunter
- Hawker Siddeley Harrier GR.1 GR.3
- BAE Harrier II GR7 GR7A GR9
- BAE Hawk T2

## Comandantes
| Date appointed           | Name                         |
| ------------------------ | ---------------------------- |
| Septiembre de 1912       | Mayor G H Raleigh            |
| 20 de enero de 1915      | Mayor H R P Reynolds         |
| 29 de enero de 1915      | Mayor C A H Longcroft        |
| 21 de julio de 1915      | Mayor F F Waldron            |
| 29 de septiembre de 1915 | Mayor G E Todd               |
| 17 de febrero de 1916    | Mayor V A Barrington-Kennett |
| 13 de marzo de 1916      | Mayor T W J Carthew          |
| 20 de septiembre de 1916 | Mayor L Jenkins              |
| 2 de diciembre de 1917   | Mayor R E Saul               |
| 6 de enero de 1919       | Mayor H B Prior              |